# Capilla del Socorro (Ayamonte)
La capilla del Socorro de la localidad de Ayamonte (provincia de Huelva, España) es una pequeña ermita urbana, situada en la zona más alta de la calle Galdames, fundada por Benito de Galdámez, a quien la calle debe su nombre, en octubre de 1666. Fallecido el fundador, se traslada a la Capilla del hospital la imagen de Nuestra Señora del Socorro, la cual estaba en la parroquia del Salvador por haberse derribado su ermita. Es entonces cuando el hospital y la Capilla cambian de nombre, teniendo la nueva denominación de Capilla de Nuestra Señora del Socorro.

## Historia
El interés de esta capilla, además de la custodia de las imágenes antes referidas, se halla porque anexo a la misma se fundó la llamada "Casa Cuna", con el nombre oficial de fundación del hospital de niños expósitos de Ayamonte (Casa Cuna), bajo la advocación de Nuestra Señora de la Candelaria, donde las familias sin medios depositaban a los recién nacidos a fin de que las monjas custodias del hospital los criaran sobre mediados del siglo XVII se traslada a la Capilla, la imagen de la Virgen del Socorro, la cual tenía su sede en la vecina Parroquia del Salvador, ya que por ésta había sufrido un derribo, constituyéndose así una tradición que aún perdura, siendo trasladada dicha imagen junto con la de Nuestro Padre Jesús Nazareno.

## Descripción
Templo de planta rectangular enclavada en pleno casco histórico de la ciudad, de tipo sevillano y una sola puerta de entrada. A lo largo de la nave encontramos diferentes retablos, entre ellos el retablo de la Virgen del Camen y el retablo de la Inmaculada Concepción, que se encuentra cerca del presbiterio.
Anexa a la iglesia encontramos la pequeña capilla de la Cofradía de Nuestro Padre Jesús Nazareno y Nuestra Señora del Socorro, en la cual estuvieron por algunos años los titulares de la Hermandad de la Buena Muerte de Ayamonte mientras el Templo de las Mercedes se encontraba en restauración.
Además, en un espacio entre la capilla y la Casa Cuna, se encuentra la Casa de Hermandad de la Cofradía de Nuestro Padre Jesús Nazareno y Nuestra Señora del Socorro. 

## Retablo
El retablo de la capilla del Socorro data del siglo XVIII, está ubicado en el presbiterio y es de estilo barroco, dividido en tres cuerpos y en tres calles, separadas una de las otras por estípides que enmarcan su cuerpo central, en la parte intermedia se sitúan las mayores imágenes, mientras que en la superior se recogen en tres hornacinas otras de menor tamaño. El retablo adquiere mayor profusión de la talla en la zona más cercana al camarín central, ocupado por la imagen de Nuestra Señora del Socorro.

## Imágenes religiosas que se encuentran en la Capilla del Socorro
Nuestro Padre Jesús Nazareno "Padre Jesús": Imagen de finales del siglo XVI o principios del siglo XVII. Es de autor anónimo, aunque en él se distinguen varios rasgos que podrían hacer pensar que es una imagen proveniente de Latinoamérica.
María Santísima del Socorro: Obra del escultor italiano Giacome Velardi, de hacia 1600.

## Hermandades y cofradías con sede en la Capilla del Socorro
- Cofradía de Nuestro Padre Jesús Nazareno y María Santísima del Socorro.

Fundada entre 1596 y 1604, aunque reorganizada en 1924 por el cura párroco de la Iglesia de Nuestro Señor y Salvador D. Francisco Feria y Salas.